# 矮坪子
矮坪子，原寫為矮坪仔，臺灣桃園市楊梅區的一個傳統地域名稱，位於該區東南部。相較今日行政區，其範圍大致與瑞坪里相近。

## 歷史
在台灣清治末期到日治初期，矮坪子地區為一街庄，稱為「矮坪仔庄」，隸屬於竹北二堡。該庄西北與頭重溪庄為鄰，北與草湳陂庄為鄰，東與安平鎮庄為鄰，南邊為八張犁庄，西邊為老坑庄、二重溪庄。
1901年（日治明治三十四年）11月，全台設置二十廳，該庄隸屬於桃仔園廳。1903年（明治三十六年），改名桃園廳。1909年（明治四十二年）10月，合併二十廳為十二廳，該庄隸屬不變。1920年（大正九年），廢十二廳改設五州二廳，該庄改制並改名為「矮坪子」大字，隸屬於新竹州中壢郡楊梅庄。1941年，楊梅庄升格為楊梅街。
戰後楊梅街改制為楊梅鎮，隸屬於新竹縣，大字亦改制為里。1948年，矮坪子與北鄰草湳坡合併且重劃分成瑞塘、埔心两個里，矮坪子地區屬於瑞塘里。1950年桃、竹、苗分治，楊梅鎮改隸屬於桃園縣。2010年8月，楊梅鎮因人口達15萬而改制為楊梅市。2014年12月，桃園縣升格為直轄桃園市，楊梅市改制為楊梅區。
因人口增加，瑞塘里已拆分為四個里，其中1998年分出的瑞坪里範圍與傳統的矮坪子地區相近，其餘皆屬於草湳坡地區。

## 交通
梅獅路二段是矮坪子地區主要的縱向連絡道路，向北接梅獅路一段可經草南坡前往位於高山頂的幼獅工業區，向南接龍園一路、梅龍路、聖亭路可前往龍潭市區。

## 學校
- 大華高中
- 瑞坪國中
- 瑞塘國小（東南部）

## 植物
區內有一台灣特有種，以此地名來命名，矮坪子小葉蘚(Fossombronia aipingzihensis)。